# 卡西蘭迪亞
19°6′46″S 51°44′2″W / 19.11278°S 51.73389°W

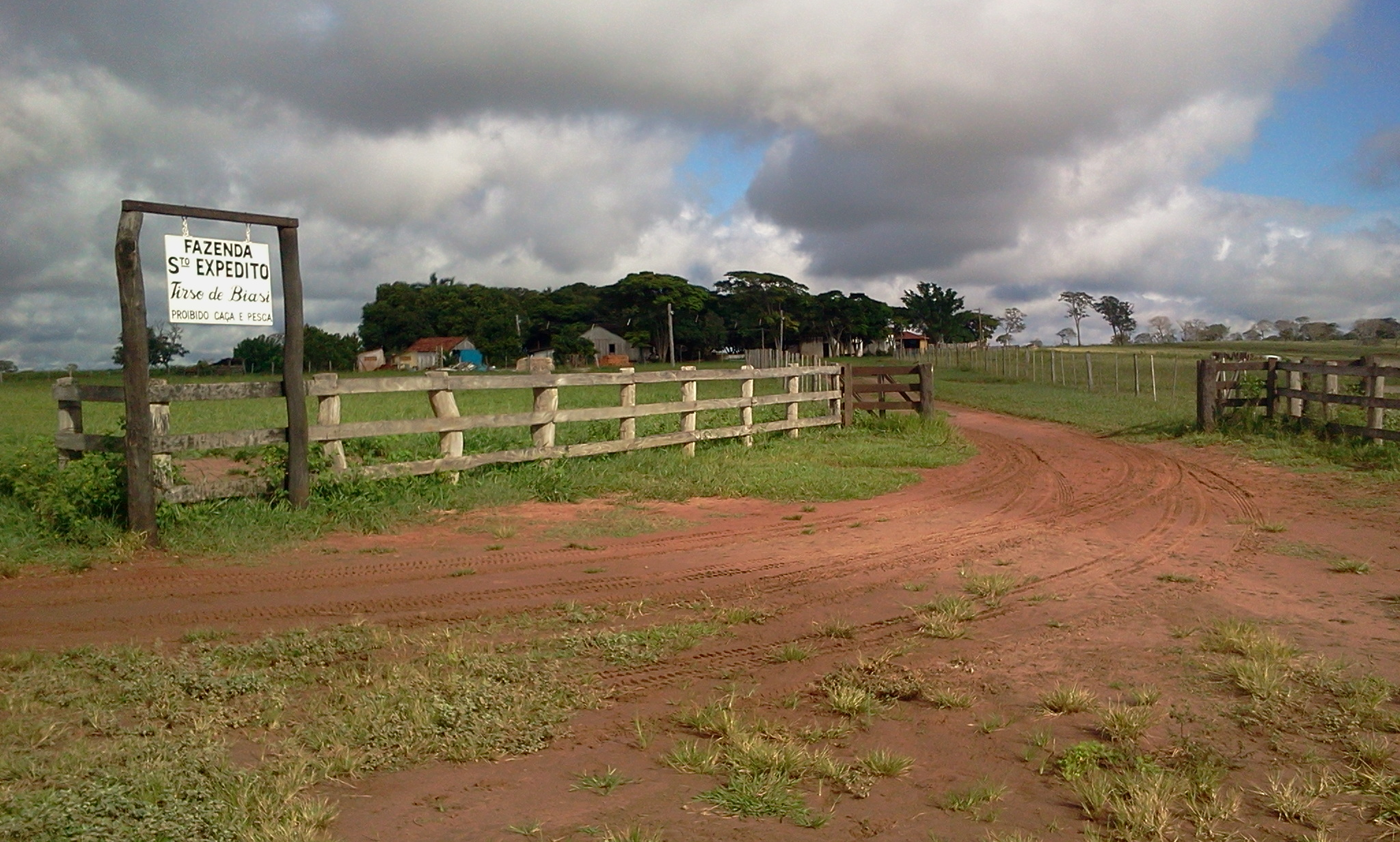
卡西蘭迪亞

卡西蘭迪亞（葡萄牙語：Cassilândia），是巴西的城鎮，位於該國西部，由南馬托格羅索州負責管轄，面積3,650平方公里，海拔高度470米，2010年人口20,966，人口密度每平方公里5.74人。